# آرخنتنا
آرخنتنا (به اسپانیایی: Argentona) یک شهرستان در اسپانیا است که در بارسلون واقع شده‌است.

## خصوصیات
آرخنتنا ۲۵٫۴۰ کیلومترمربع مساحت و ۱۱٬۴۰۲ نفر جمعیت دارد و ۸۸ متر بالاتر از سطح دریا واقع شده‌است.